# Noa Guy
Noa Guy (hebräisch נעה גיא; geboren am 26. Juli 1949 in Jerusalem) ist eine israelische Komponistin.

## Leben
Noa Guy wuchs in Jerusalem in einer Familie auf, deren Vorfahren vor sechs Generationen aus Russland eingewandert waren. Bereits in frühen Jahren entwickelte sie ein Interesse für Theorie und Geschichte der Musik. Sie studierte zunächst an der Jerusalem Academy of Music and Dance das Fach Musiktheorie und nahm privat Unterricht in Komposition bei Abel Ehrlich in Tel Aviv. An der Hochschule für Musik Berlin, heute Universität der Künste, setzte sie diese Studien bei Boris Blacher fort. Zusätzlich absolvierte sie Meisterklassen bei Milton Babbitt, Karlheinz Stockhausen, Luciano Berio und Erhard Karkoschka. Abel Ehrlich ermunterte sie, zu komponieren.
Von 1972 bis 1979 lebte sie in Norwegen, wo sie zwei Kinder zur Welt brachte. Hier arbeitete sie als Musikredakteurin bei drei skandinavischen Verlagen, beim Norsk Musikforlag (Norwegen), beim Nordiska Musikförlaget (Schweden) und beim Wilhelm Hansen Forlag (Dänemark). Danach arbeitete sie zeitweise bei Karlheinz Stockhausen. In den Jahren 1980 bis 1987 war sie in Israel Leiterin eines musikalischen Jugenderziehungsprogramms. 1986 wirkte sie als Gastkomponistin am Elektronischen Studio der Musik-Akademie Basel. 1987 wurde sie am Jerusalem Music Centre Managerin der Music Academy und Leiterin eines Master-Class-Programms, in dessen Rahmen sie Konzerte, Sendungen, Ton- und Videoaufnahmen produzierte.
Im Zusammenhang mit ihrer Tätigkeit am Jerusalem Music Centre reiste sie 1993 nach New York, wo sie mit Isaac Stern zusammen arbeitete und ein Konzert in der Carnegie Hall vorbereitete, ein wichtiges Ereignis in ihrer Laufbahn. Tage davor wurde sie bei einem Autounfall so schwer verletzt, dass sie aufgrund einer halbseitigen Lähmung und folgenreicher Organ- sowie Hirntraumata jahrelang weder Musik hören, ausüben noch komponieren konnte. Auch eine Rückreise nach Israel war unmöglich geworden. Unter anderem wurde bei ihr Simultanagnosie diagnostiziert. Der Neurologe Oliver Sacks widmete ihr in seinem Buch Musicophilia: Tales of Music and the Brain (2007) ein Kapitel und beschrieb ihre zeitweilige Unfähigkeit, einzelne gehörte Töne zu einer Harmonie zusammenzufügen, als „Disharmonia“.
In langwierigen Rehabilitationsbehandlungen lernte sie wieder, Klavier zu spielen und zu komponieren. Diesen Prozess der Regeneration beschrieb sie unter dem Titel Drops of Consciousness in einer dreiteiligen Werk-, Konzert- und Uraufführungsreihe, die 2006, 2007 und 2010 in New York vorgestellt wurde.

## Schaffen
Noa Guys kompositorisches Werk umfasst Orchesterwerke, Kammer-, Chor- und Klaviermusik, ferner Elektronische Musik und Multimedia-Projekte. In ihrer Musik verarbeitet sie weder jüdische noch orientalische oder sonstige nahöstliche Melodik, verwendet aber gelegentlich Texte aus diesen Bereichen. Sie komponiert zeitgenössische Musik in der Stilvielfalt einer westlichen, internationalen Moderne, häufig zugeschnitten auf Interpreten wie Heinz Holliger (Oboe), Michael Barker (Flöte) und John Potter (Tenor). Ihre Werke werden außerhalb Israels etwa in Großbritannien, Spanien und den USA aufgeführt.
In Lost Hope (1982) für Mezzosopran, Klarinette, Cello und Klavier beschrieb sie Frustration und Hilflosigkeit angesichts ständiger Kriege im Nahen Osten. Für ihr Chorwerk And Everyone an Earring of Gold: Impression from the Book of Job (1984) erhielt sie einen Preis der European Broadcasting Union in der Kategorie „Zeitgenössische Musik“. Zu ihren wichtigsten Kompositionen zählt u. a. der Klavierzyklus Over Fallen Leaves (1986), für den sie 1987 vom Israel Music Institute mit einem Preis ausgezeichnet wurde. Eines ihrer letzten größeren Werke vor ihrem Unfall war Four Episodes for Orchestra (1993).